# 田中佳人
田中 佳人（たなか よしひと、6月19日 - ）は、日本の声優、俳優、スーツアクター。神奈川県出身。身長180cm。大沢事務所所属。

## 出演

### テレビドラマ
- 高原にいらっしゃい（TBS）
- 月曜ミステリー劇場「カードGメン・小早川茜6 特命」（TBS）本郷浩役
- 熱湯3分（ネットドラマ）

### ゲーム
- ANUBIS ZONE OF THE ENDERS（2003年）ストーム中隊隊員β役

### 映画
- オーズ・電王・オールライダー レッツゴー仮面ライダー（2011年）
- 仮面ライダー×スーパー戦隊 スーパーヒーロー大戦（2012年）
- セイバー+ゼンカイジャー スーパーヒーロー戦記（2021年）

### オリジナルビデオ
- 仮面ライダーオーズ 10th 復活のコアメダル（2022年8月24日）古代オーズ役（スーツアクター）[4]

### 配信
- TTFC産直シアター 仮面ライダーセイバー（2021年）キリギリスメギド役
- TTFC産直シアター 仮面ライダーリバイス （2022年）男/メガロドン・デッドマン役
- オーズ10th 仮面ライダーバース バースX誕生秘話（2022年7月3日、東映特撮ファンクラブ）

### 舞台
- N.N produce「ヒーロー3　伝わりますか」（2013年）
- 劇団軌跡 vol.21「カレッジ・オブ・ザ・ウィンド」（2014年）
- Pekopon企画「熱海殺人事件」（2015年）
- FLYING PIRATES ネバーランド漂流記-featuringGUY’S-（2015年） - シルバー
- FLYING PIRATES ネバーランド漂流記-ピューロ featuring GUY'S- （2016年） - シルバー
- LIVE ACT 「BLAZBLUE 〜CONTINUUM SHIFT〜」（2016年）
- 「舞台版 ロードス島戦記 灰色の魔女」 - フィルマー（2017年）